# Дончук, Василий Иванович
Васи́лий Ива́нович Дончу́к (10 декабря 1910 — 21 октября 1944) — участник Великой Отечественной войны, военный лётчик, гвардии майор, Герой Советского Союза (2 ноября 1944 года, посмертно).

## Биография

### Довоенная карьера
Родился в конце 1910 года в Киеве, в семье бывшего волынского крестьянина Ивана Дончука, работавшего смотрителем здания и столяром при Первой киевской гимназии. Украинец. Отец Василия умер в 1921 году, оставив после себя вдову с тремя детьми. Мать Василия почти всё время проводила на заработках, пытаясь прокормить детей, семья бедствовала, Василий, его сестра и брат попрошайничали на улицах и некоторое время провели в детском доме.
В 1927 году вступил в комсомол. По окончании школы ФЗУ, где получил профессию токаря по металлу, поступил на Сталинградский тракторный завод, где проработал два года. В 1932 году вступил в ВКП(б). Окончил Ейское авиационное училище, после чего служил в Московском военном округе, быстро поднявшись в должности до начальника лётной части. В Москве женился и вскоре с женой Ларисой отправился на Дальний Восток, перейдя в гражданскую авиацию. С 1935 года работал начальником лётной части и лётчиком-инструктором в аэроклубе Хабаровска, с 1936 года — на Камчатке в качестве пилота Акционерного Камчатского общества. По воспоминаниям жены, Василий работал в авиаотряде при акционерном объединении в Петропавловске-Камчатском, занимаясь разведкой местности и доставкой грузов в труднодоступные районы.
Службу в РККА проходил с 1937 года и в 1938 году принял участие в боевых действиях на озере Хасан. Совершил один разведывательный вылет на самолёте МП-1 бис. За этот вылет Дончук был премирован, купив на полученные деньги мотоцикл. Однако уже в конце 1938 года он был переведён из пилотов в наземный отряд техобслуживания, а 30 декабря арестован. 31 июля 1939 года он был осуждён по статье 58-1а-10-11 УК РСФСР УНКВД по Хабаровскому краю, но после этого дело было внезапно закрыто, а Дончук освобождён из-под стражи.
После этого Дончук возглавлял авиаотряд при управлении лагерями железнодорожного строительства «БАМпроект». Весной 1941 года направлен в Воркуту командиром отдельного авиаотряда специальной авиационной группы. Отряд Дончука базировался в Абези, откуда совершались вылеты над побережьем Северного Ледовитого океана и проливом Югорский Шар, в основном по доставке грузов и ледовой разведке, а также спасательные операции.

### В годы Великой Отечественной войны
После начала Великой Отечественной войны, в июне 1941 года, Дончук запросил перевод во фронтовую авиацию, однако по распоряжению командования оставался в Заполярье почти до конца года. С ноября 1941 года — на фронте, пилотом Северной особой авиационной группы Гражданского воздушного флота (затем Карело-Финской особой авиагруппы ГВФ). На самолёте П-5, который Дончук со своим бортмехаником Владимиром Лосевым привёл из Заполярья, он осуществлял вылеты за линию фронта, доставляя боеприпасы партизанам и вывозя их раненых и военные донесения, а также обеспечивая доставку в тыл противника разведывательных и диверсионных групп. В феврале 1942 года по инициативе Дончука самолёты П-5 были переоснащены как лёгкие бомбардировщики — на них были установлены подкрыльные бомбодержатели для двух авиабомб. Дончук и другие опытные пилоты Матвеев и Никитов участвовали в бомбовых налётах на вражеские военные объекты, в том числе казармы в Суомуссалми и аэродром в Кестеньге, после этого признанный негодным к дальнейшей эксплуатации. Совершив к маю 1942 года 94 боевых вылета, Дончук был награждён орденом Красной Звезды с присвоением звания капитана, после чего был назначен командиром 1-го авиаотряда Карело-Финской особой авиагруппы.
21 сентября 1942 года Дончук на дооборудованном пассажирском Ли-2 участвовал в бомбардировке финского города Оулу, в его окрестностях также высадив десант. В январе 1943 года за 190 боевых вылетов, включая 29 ночных в глубокий тыл противника, он был награждён орденом Отечественной войны 2-й степени, а от Центрального штаба партизанского движения — медалью «Партизану Отечественной войны» 1-й степени.
Однако Дончук не оставлял мечты о переходе в боевую авиацию и в итоге был отправлен на доподготовку как пилот бомбардировщиков Douglas A-20 «Бостон». В ноябре 1943 года он был назначен командиром эскадрильи 114-го Краснознаменного гвардейского ближнебомбардировочного полка 7-й воздушной армии Карельского фронта. В новой должности участвовал в бомбардировках скоплений войск и стратегических объектов, в особенности аэродромов, прославившись умением находить замаскированные вражеские взлётно-посадочные полосы. В апреле 1944 года награждён орденом Красного Знамени.
С мая 1944 года — командир 108-й отдельной разведывательной авиационной эскадрильи 7-й воздушной армии, которую принял после больших потерь, когда в ней оставались лишь три экипажа. Дончук сумел восстановить эскадрилью, смешивая экипажи так, чтобы опытные пилоты летали с начинающими штурманами и наоборот; особое внимание он уделял бесперебойной работе наземных служб и своевременной переброске техники на новые аэродромы. Воздушная разведка, осуществляемая Дончуком и его эскадрильей, позволила 7-й воздушной армии уничтожить и вывести из строя более 150 самолётов на вражеских аэродромах. На самые трудные задания в дни Свирско-Петрозаводской операции командир эскадрильи вылетал лично. В июле 1944 года Дончук был награждён вторым орденом Красного Знамени и получил звание гвардии майора.
После начала Петсамо-Киркенесской операции Дончук сам, пилотируя транспортный самолёт, перевозил на новые аэродромы наиболее важное наземное оборудование, обеспечивая максимально быструю подготовку боевой части эскадрильи к вылетам. 21 октября 1944 года Дончук со своим экипажем взял на себя выполнение разведывательного полёта в район Киркенеса (Северная Норвегия), где шли наиболее тяжёлые бои. В процессе вылета экипаж несколько раз выходил на связь, сообщая о передвижениях и скоплениях войск противника у Киркенеса, но последние сообщения были связаны с повреждением правого мотора и атакой немецких истребителей. После этого связь прервалась окончательно. На базу экипаж не вернулся. В 2014 году в печати со ссылкой на норвежского историка Михаэля Стокке появилась информация об окончании этого вылета. Согласно Стокке и его соотечественнику-исследователю Руне Раутио, самолёт, прошедший маршрутом Ивало — Инари — Карасйок — Лаксэльв — Киркенес, мог быть подбит над коммуной Нессебю в Норвегии; местные жители наблюдали, как горящий самолёт упал в воды близлежащего фьорда неподалёку от берега. Вероятно, самолёт по настоящее время лежит на дне фьорда на глубине 40—70 метров.
К моменту гибели Василий Дончук совершил 270 вылетов на дальнюю разведку выброску десанта и бомбардировку аэродромов, железнодорожных станций и промышленных объектов. Совершил 5 посадок в тылу врага. Общий налет составил 5 тысяч часов на 14 разных моделях самолетов. 2 ноября 1944 года указом Президиума Верховного Совета СССР майору Василию Ивановичу Дончуку посмертно присвоено звание Героя Советского Союза.

## Награды
- 31 мая 1942 года — Орден Красной Звезды;
- 3 января 1943 года — Орден Отечественной войны 2-й степени;
- 13 апреля 1944 года — Орден Красного Знамени;
- 2 июля 1944 года — Орден Красного Знамени;
- 2 ноября 1944 года присвоено звание Герой Советского Союза (№ 4524) с награждением Медалью «Золотая Звезда» и Орденом Ленина;
- Медаль «Партизану Отечественной войны 1-й степени».

## Память

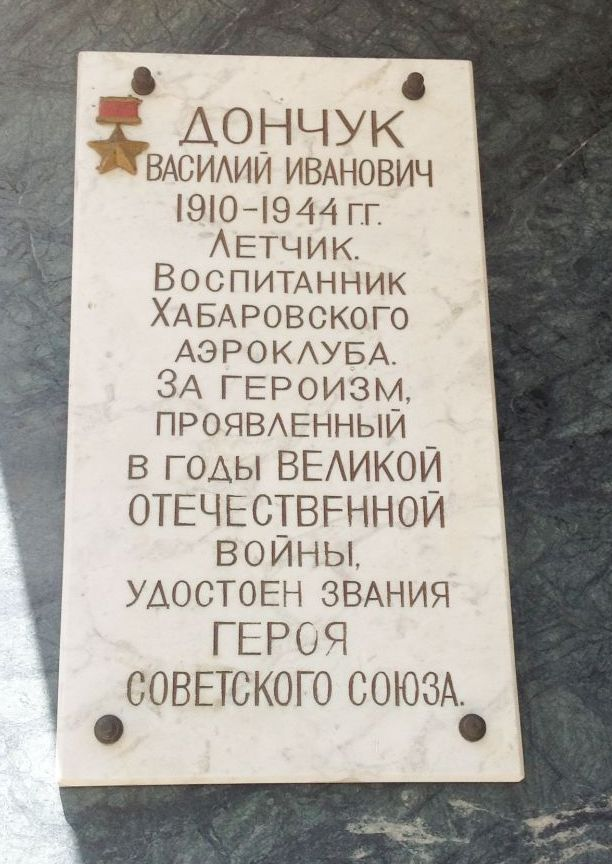
Мемориальная доска на здании Хабаровского аэроклуба

- Дочь Наталья назвала своего сына в честь деда — Василием.
- Улицы носящие имя Героя Советского Союза Василия Ивановича Дончука, есть в городах: Киеве (переименована в Филипповскую улицу[6]), Хабаровске и Воркуте.
- Именем Василия Дончука названы средние школы, в городах: Воркута и Хабаровск.
- Мемориальные доски Героя, установлены в городах: Санкт-Петербурге, Архангельске,
- В Воркуте установлены две Мемориальные доски: одна — на улице Дончука, вторая — в здании Воркутинского аэропорта.
- Решением Исполнительного комитета Хабаровского городского Совета депутатов трудящихся от 7 мая 1965 года № 251 в связи с 20-летием победы советского народа над фашистской Германией и в целях увековечения памяти Героев Советского Союза, участников Великой Отечественной войны улица Штурманская в Железнодорожном районе Хабаровска была переименована в улицу имени Героя Советского Союза Дончука Василия Ивановича. В настоящее время эта улица внесена в реестр улиц города Хабаровска как ул. Дончука.
- Мемориальная доска на здании Хабаровского аэроклуба.